# Verwaltungsgemeinschaft Rauenthal
Die Verwaltungsgemeinschaft Rauenthal im unterfränkischen Landkreis Aschaffenburg wurde im Zuge der Gemeindegebietsreform im Jahr 1976 gegründet und zum 1. Januar 1994 wieder aufgelöst. 
Ihr gehörten die Gemeinden Glattbach und Johannesberg an.